# 萨克斯勒
萨克斯勒是德国莱茵兰-普法尔茨州的一个市镇。总面积1.82平方公里，总人口65人，其中男性32人，女性33人（2011年12月31日），人口密度36人/平方公里。